# Goodenia bellidifolia
Goodenia bellidifolia är en tvåhjärtbladig växtart. Goodenia bellidifolia ingår i släktet Goodenia och familjen Goodeniaceae.

## Underarter
Arten delas in i följande underarter:
- G. b. argentea
- G. b. bellidifolia